# First Ten Years
Albums de Iron Maiden
Maiden England
(1989) No Prayer for the Dying
(1990)
First Ten Years est une collection de dix CD et de vinyles sortis du 24 février au 28 avril 1990, à raison d'un par semaine, du groupe de heavy metal britannique Iron Maiden. Elle republie tous les singles et maxis du groupe, face B incluses, parus depuis leur premier album. Il ne manque donc que The Soundhouse Tapes.
Dans les 10 disques, un bon permettait de recevoir le coffret collector permettant de ranger les CD ou les vinyls. Chaque disque est conclu par des commentaires, hilarants ou navrants selon les goûts, de Nicko McBrain sur l'historique du groupe (Listen with Nicko! Part 11 se trouve sur l'album No prayer for the dying édition U.S en bonus track).
Une video de 73 minutes présente elle les principaux clips du groupe. La sélection inclut une version live de Women in Uniform filmée au Rainbow Theater en juillet 1980, jusqu'à Holy Smoke, non présente sur les rééditions CD et tirée du nouvel album No Prayer for the Dying.

## La vidéo
1. Women in Uniform (live)
2. Wrathchild (live)
3. Run to the Hills
4. The Number of the Beast
5. Flight of Icarus
6. The Trooper
7. 2 Minutes to Midnight
8. Aces High
9. Running Free (live)
10. Wasted Years
11. Stranger in a Strange Land
12. Can I Play with Madness
13. The Evil that Men Do
14. The Clairvoyant (live)
15. Infinite Dreams (live)
16. Holy Smoke

## Les dix disques
Sur les détails ci-dessous, les titres en gras sont ceux de la face A originale. 

### CD 1
1. Running Free
2. Burning Ambition
3. Sanctuary
4. Drifter
5. I've Got the Fire
6. Listen with Nicko! Part 1

### CD 2
1. Women in Uniform
2. Invasion
3. Phantom of the Opera
4. Twilight Zone
5. Wrathchild
6. Listen with Nicko! Part 2

### CD 3
1. Purgatory
2. Genghis Khan
3. Running Free
4. Remember Tomorrow
5. Killers
6. Innocent Exile
7. Listen with Nicko! Part 3

Running Free est le premier titre du mini-album live Maiden Japan, amputé du 5e titre (Wrathchild) que l'on trouve sur certaines éditions originales vinyles (exemple : Canada)

### CD 4
1. Run to the Hills
2. Total Eclipse
3. The Number of the Beast
4. Remember Tomorrow
5. Listen with Nicko! Part 4

### CD 5
1. Flight of Icarus
2. I've Got the Fire
3. The Trooper
4. Cross'Eyed Mary
5. Listen with Nicko! Part 5

### CD 6
1. Two Minutes to Midnight
2. Rainbow's Gold
3. Mission from'Arry
4. Aces High
5. King of Twilight
6. The number of the Beast (live)
7. Listen with Nicko! Part 6

### CD 7
1. Running Free
2. Sanctuary
3. Murders in the Rue Morgue
4. Run to the Hills
5. Phantom of the Opera
6. Losfer Words (Big'Orra)
7. Listen with Nicko! Part 7

Tous ces morceaux sont tirés des concerts utilisés pour l'album Live After Death.

### CD 8
1. Wasted Years
2. Reach Out
3. Sheriff of Huddersfield
4. Stranger in a Strange Land
5. That Girl
6. Juanita
7. Listen with Nicko! Part 8

Reach Out est un morceau chanté par... Adrian Smith.

### CD 9
1. Can I Play with Madness
2. Black Bart Blues
3. Massacre
4. The Evil that Men Do
5. Prowler '88
6. Charlotte the Harlot '88
7. Listen with Nicko! Part 9

Prowler '88 et Charlotte the Harlot '88 sont deux nouvelles versions de titres de leur premier album Iron Maiden.

### CD 10
1. The Clairvoyant
2. The Prisoner
3. Heaven Can Wait
4. Infinite Dreams
5. Killers
6. Still Life
7. Listen with Nicko! Part 10

Les trois premiers morceaux ont été enregistrés à Donington le 20 aout 1988. Les trois suivants sont extraits du live Maiden England.